# Matthias Föcher
Mathias Föcher (* 7. November 1886 in Köln; † 9. November 1967 in Farchant) war ein deutscher Gewerkschafter und Politiker.

## Leben und Wirken
Föcher machte nach der Volksschule zunächst eine Lehre als Maschinen- und Werkzeugschlosser. Anschließend besuchte er die Maschinenbauschule in Köln. 
Ab 1905 war Föcher Mitglied der Zentrumspartei und ab 1907 gehörte er dem Christlichen Metallarbeiterverband (CMV) an. Später war er einer der Mitbegründer des Elberfelder Eisenbahnerverbandes. Ab 1910 arbeitete er hauptberuflich in verschiedenen Ortsverwaltungen des CMV. Im Jahr 1920 wurde er Leiter des sozialpolitischen Dezernat in der Hauptverwaltung des CMV. Ab 1928 war Föcher zuständig für die Jugendarbeit des Verbandes und war Herausgeber der für die jüngeren Mitglieder gedachten Zeitschrift „Der Hammer.“ 
Mit dem Beginn der nationalsozialistischen Herrschaft verlor Föcher alle Ämter und Funktionen. In den folgenden Jahren wurde er überwacht.
Nach dem Zweiten Weltkrieg war er am Aufbau der CDU und der Gewerkschaftsbewegung in Duisburg beteiligt. Außerdem war er beteiligt an der Entstehung der Sozialausschüsse der CDU. Im Jahr 1947 war Föcher stellvertretender Vorsitzender des DGB in der britischen Besatzungszone und zwischen 1949 und 1956 zweiter Vorsitzender des DGB auf Bundesebene. Im Bundesvorstand war Föcher zuständig für den Bereich Bildung.  
Außerdem war er in den beiden Ernennungsperioden zwischen 1946 und 1947 Mitglied des ernannten Landtages von Nordrhein-Westfalen.

## Ehrungen
- 1956: Großes Verdienstkreuz mit Stern der Bundesrepublik Deutschland